# Fallenbacherspitze
Die Fallenbacherspitze (auch: Fallenbacher Spitze, Fallenbacher-Spitze) im österreichischen Bundesland Tirol ist ein 2.723 Meter hoher Felsgipfel in den Lechtaler Alpen. Aufgrund seiner Abgelegenheit und mangels eines markierten Steiges wird der Berg eher selten bestiegen. 

## Lage und Umgebung
Die Fallenbacherspitze liegt inmitten der Lechtaler Alpen, ungefähr acht Kilometer südlich von Bach. Das Bergmassiv besitzt neben dem Hauptgipfel (2.723 m) eine weitere, deutlich niedrigere Gipfelerhebung im Südostgrat, die Gamskarlespitze (2.469 m). Es wird im Osten und Süden begrenzt vom Alperschontal, das von Madau her heraufzieht, im Südwesten setzt es sich über die Gamskarscharte und den Fallenbacher Turm (2.704 m) bis zur Feuerspitze (2.852 m) fort. Das Fallenbacher Kar liegt in der Westflanke des Berges und leitet über zum Mittelrücken (2.625 m) und zur Holzgauer Wetterspitze (2.895 m). Im Fallenbacher Tal nördlich des Berges liegt ein kleiner See, der Fallenbacher See. In der weiteren Umgebung der Fallenbacherspitze liegen außerdem im Südwesten die Vorderseespitze (2.889 m) und im Osten, jenseits des Alperschontals, die Freispitze (2.884 m). Damit befinden sich einige der größten und beeindruckendsten Gipfel der Lechtaler Alpen in einem Radius von weniger als drei Kilometern um die Fallenbacherspitze.

## Stützpunkte und Touren
Die Fallenbacherspitze wird eher selten bestiegen. Als Talorte bieten sich Bach oder Madau an. Der einfachste, allerdings unmarkierte Weg führt aus dem Alperschontal über das Gamskarle und den Südwestgrat zum plattigen Gipfelaufbau. Die Schwierigkeit liegt dabei meistens im I., bei einer Stelle im II. Schwierigkeitsgrad (UIAA).